# Hiérarchie dans l'Église catholique
 (juin 2021).
Motif : RI non conforme (sourcé sans nécessité), "sources" primaires et/ou obsolètes (Nouveau Testament, Encyclopédie de Diderot, Catéchisme de l'Église catholique...) et donc non recevables. La création de cet article était-elle vraiment indispensable, d'ailleurs ? - L'article ne repose sur aucun ouvrage/article de science sociale ou théologique édité en langue française
La hiérarchie de l'Église catholique repose principalement sur le clergé, bien que tous les laïcs et les religieux exercent un rôle apostolique à égalité avec le clergé. Cependant, dans l'institution ecclésiastique les rôles sont organisés hiérarchiquement.
L'organisation de la hiérarchie des titres ecclésiastiques de l'Église catholique est décrite dans deux textes du XXe siècle : le Code de droit canonique de 1983 et le Code des canons des Églises orientales de 1991. D'après ces textes, la hiérarchie se compose des évêques, des prêtres et des diacres,. Le débat sur la place des femmes dans la hiérarchie catholique repose sur la question de l'ordination des femmes dans l'Église catholique.
Le pape, les archevêques et les évêques détiennent une part importante de l'autorité, tandis que les prêtres et les diacres doivent respecter l’évêque en tant que supérieur hiérarchique. En conséquence, « hiérarchie de l'Église catholique » est parfois utilisé pour désigner les seuls évêques.
Au 30 décembre 2014, l'Église catholique comptait 2 998 diocèses ou juridictions équivalentes, chacun conduit par un évêque. Les diocèses sont divisés en différentes communautés appelées paroisses, chacune administrée par un ou plusieurs prêtres, diacres ou ministres laïcs. D'ordinaire, la charge d'une paroisse est confiée à un prêtre, à de rares exceptions près. Environ 22% de toutes les paroisses n'ont pas de curé résident et 3485 paroisses dans le monde sont confiées à un diacre ou à un laïc.
L'ensemble du clergé, comprenant les diacres, les prêtres et les évêques, peut prêcher, enseigner, baptiser, recevoir les mariages et diriger des liturgies funéraires. Seuls les prêtres et les évêques peuvent célébrer les sacrements de l'Eucharistie (bien que d'autres personnes puissent être ministres de la communion), de la pénitence (aussi appelé réconciliation ou confession), de la confirmation (les prêtres peuvent administrer ce sacrement s'ils en reçoivent l'autorisation de leur évêque) et l'onction des malades. Seuls les évêques peuvent administrer le sacrement de l'ordre, par lequel les hommes sont ordonnés évêques, prêtres ou diacres.

## Fondement théologique
Au sens ecclésiologique du terme, « hiérarchie » signifie, au sens strict, l'« ordre sacré » de l'Église, Corps du Christ, établie afin de respecter la diversité des dons et des ministères nécessaires à l'unité véritable (1 Cor 12).
Tous les fidèles chrétiens ont le droit et le devoir d'annoncer toujours plus le message de l'Évangile à « tous les peuples de tous les temps et de tous les pays ». Ils ont tous une part dans la mission de l'Église et ont le droit d'entreprendre toute activité apostolique en fonction de leur état et de leur situation. Ce sujet est un thème des échanges lors du concile de Trente au XVIe siècle.
Dans la société ecclésiastique, peu importe le rôle occupé dans la société civile, les fidèles sont tous égaux. Mais dans l'institution ecclésiastique, le pape, les cardinaux, les archevêques, les évêques, les curés, les prêtres, les diacres, les sous-diacres, qui sont dans la hiérarchie catholique, sont inégaux. Leur rang dépend de l’ancienneté, de l’importance et de la puissance attachée au degré qu’ils occupent.

## Laïcs
La plus grande partie du peuple de Dieu est composée de laïcs, terme dérivé du grec λαὸς Θεοῦ (Laos Theou), qui signifie « peuple de Dieu ».
L’exhortation apostolique du pape Jean-Paul II (Christi Fideles Laici) précise que les fidèles laïcs participent à l'office sacerdotal.
Le ministère laïc peut prendre la forme de l'exercice du sacerdoce commun de tous les baptisés, et plus particulièrement d'assumer la mission de catéchiste, ou de servir l'Église pastoralement, administrativement ou par d'autres moyens, notamment à travers des services liturgiques tels qu'acolyte, lecteur, chantre,, l'accompagnement des néophytes dans leur initiation, certains services pastoraux (malades, prisons, etc.) ainsi qu'en tant que membres des organes consultatifs diocésains ou paroissiaux,.
En Amérique du Nord et dans une grande partie de l'Europe, certains laïcs catholiques assurent un service professionnel à plein temps au nom de l'Église. La Conférence des évêques catholiques des États-Unis a adopté le terme de ministère ecclésial laïc pour ces personnes, comme étant intentionnellement distinct de l'apostolat général ou du ministère des laïcs décrit ci-dessus.[réf. nécessaire]
La direction consultative de l'Église, tant au niveau du diocèse que dans la paroisse, comprend généralement un conseil pastoral,, un conseil pour les affaires économiques,, ainsi que plusieurs commissions se concentrant généralement sur les aspects majeurs de la vie de l'Église et de sa mission, tels que l'éducation à la foi, l'enseignement chrétien, la liturgie, la justice sociale, l'œcuménisme ou l'intendance.[réf. nécessaire]

## Les évêques
Selon le Code des canons des Églises orientales, les évêques, qui possèdent la plénitude du sacrement de l'ordre, ils forment le Collège des évêques et sont considérés comme successeurs des apôtres,. A ce titre, ils sont « constitués Pasteurs dans l'Église pour être, eux-mêmes, maîtres de doctrine, prêtres du culte sacré et ministres de gouvernement ». En 2012, il y avait 5133 évêques catholiques ; à la fin de 2014, il y avait 5237 évêques catholiques. Le pape lui-même est un évêque (du diocèse de Rome).
Le rôle typique d'un évêque est d'assurer le gouvernement pastoral d'un diocèse. Ces évêques peuvent être connus sous le nom de hiérarques dans les églises catholiques orientales. D'autres évêques peuvent être nommés pour assister les ordinaires (évêques auxiliaires et évêques coadjuteurs) ou pour exercer une fonction dans un autre domaine au service de l'Église, comme la diplomatie du Saint-Siège (nonces apostoliques) ou au sein de la Curie romaine.
Les évêques d'un pays ou d'une région peuvent former une conférence épiscopale et se réunir périodiquement. Les décisions dans certains domaines, notamment la liturgie, peuvent relever de la compétence de ces conférences.
Les évêques sont ordinairement ordonnés à l'épiscopat par au moins trois autres évêques bien qu'un seul soit nécessaire à la validité. Dans tous les cas, un mandat pontifical est impératif. L’ordination à l’épiscopat est considérée comme l’achèvement du sacrement de l’ordre ; même lorsqu'un évêque se retire du service actif, il reste évêque, l'effet ontologique de l'Ordre étant permanent. Les évêques retraités portent en général le titre d'« évêque émérite » de leur siège (diocésain ou titulaire). Par ailleurs, il n'existe pas de différence ontologique entre un « simple » évêque et un évêque portant un titre tel qu'archevêque ou patriarche : un évêque ordonné n'a pas besoin d'une nouvelle ordination lorsqu'il est nommé à une telle fonction.
Sur le plan sacramentel, tous les évêques sont égaux. Toutefois, en fonction de leur juridiction, de leur fonction et des privilèges, on distingue différents rangs, comme indiqué ci-dessous. Tous les évêques sont « vicaires et légats du Christ ».

### Pape (évêque de Rome)

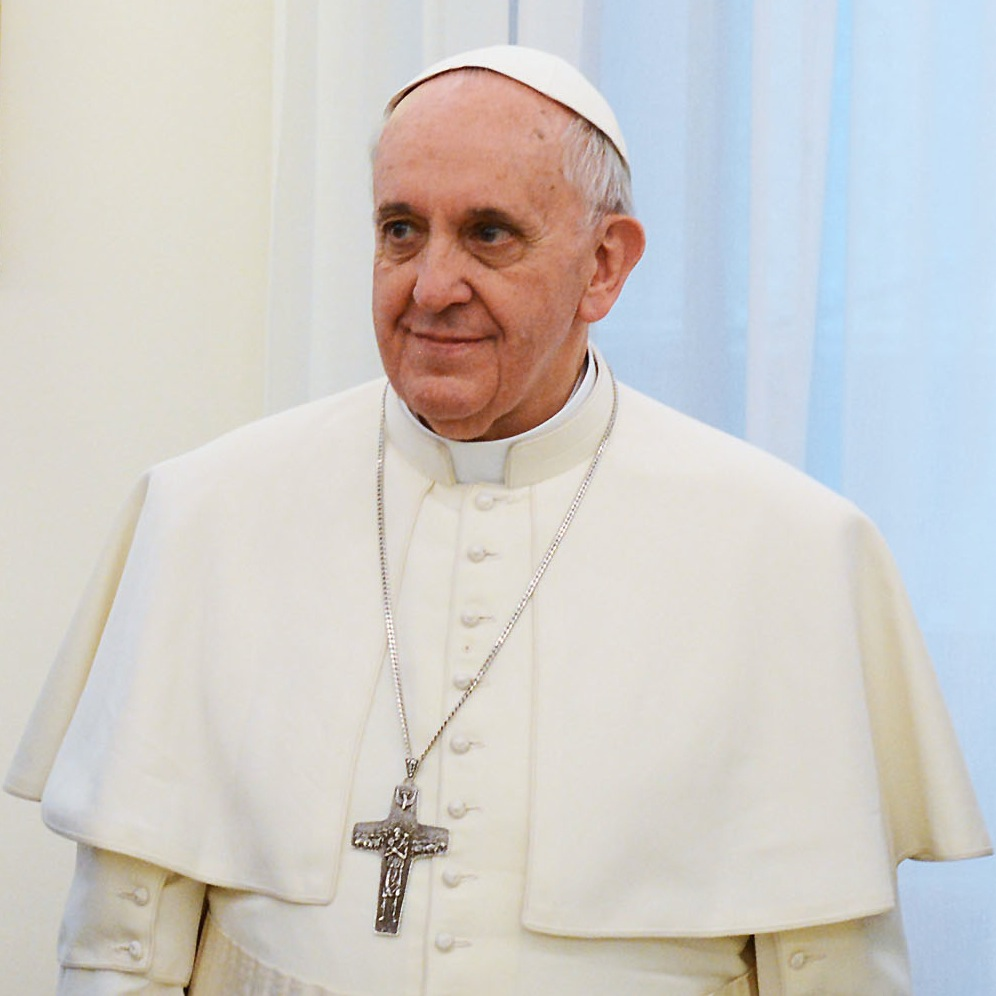
Le pape François, évêque de Rome.

Le pape est l'évêque du diocèse de Rome. En tant que tel, il porte aussi les titres pontificaux suivants :
Vicaire du Christ ; successeur du Prince des apôtres ; souverain pontife de l'Église catholique ; primat d'Italie ; archevêque et métropolite de la Province ecclésiastique de Rome ; souverain de l'État du Vatican ; serviteur des serviteurs de Dieu.

#### Fonctions et titulature
« Pape » n'est ni une fonction ni un titre, mais une appellation honorifique, qui signifie « Père ». Cette appellation est utilisée dès le début du IIIe siècle pour tout évêque occidental. En Orient, l'appellation « pope », de même origine que « pape », est encore courante au sein du clergé de l’Église orthodoxe bulgare et de l’Église orthodoxe russe, et la plupart des patriarches orientaux d’Alexandrie portent encore le titre de pape. Le pape Marcellin (mort en 304) est le premier évêque de Rome qui porte de manière attestée le titre de « pape ». À partir du VIe siècle, la chancellerie impériale de Constantinople réserve normalement cette désignation à l'évêque de Rome. À partir du début du VIe siècle, son usage en Occident commence à se limiter à l'évêque de Rome, jusqu'à s'y restreindre exclusivement dès le XIe siècle, lorsque le pape Grégoire VII le déclare réservé à l'évêque de Rome.
En tant qu'évêque de l'Église de Rome, il succède aux co-patrons de cette Église locale, Pierre et Paul. En tant que tel, l'Église de Rome, donc son évêque, exerce sa prééminence dans la communion catholique et la primauté parmi ses pairs, les autres évêques, tout comme saint Pierre avait une certaine primauté parmi ses pairs, les autres apôtres. La nature exacte de cette primauté est l’un des problèmes les plus importants pour l’œcuménisme de notre époque et sa doctrine s'est développée tout au long de l’histoire de l’Église.
Le Catéchisme de l'Église catholique, citant la constitution dogmatique Lumen gentium établie par le concile Vatican II, déclare : « Le Pape, évêque de Rome et successeur de saint Pierre, « est principe perpétuel et visible et fondement de l’unité qui lie entre eux soit les évêques, soit la multitude des fidèles ». La communion avec l'évêque de Rome est devenue un marqueur d'identité catholique si important que l'Église catholique est parfois qualifiée de « catholique romaine » dans son ensemble, bien que cela soit inexact dans la théologie catholique.
Trois autres fonctions du pape tirent leurs origines directement de sa fonction d'évêque de Rome. Dans la mesure où l’Église latine doit son identité et son développement à ses racines que sont le patrimoine liturgique, juridique et théologique de Rome, l’évêque de Rome est de facto le patriarche de l’Église latine. Selon le pape Benoît XVI, il y a eu beaucoup de « confusion » entre la primauté du pape en tant que patriarche de l'Église occidentale et sa primauté en tant que premier patriarche parmi ses pairs ; de cet « échec de la distinction » entre les rôles et les responsabilités de ces deux fonctions seraient nés la « centralisation extrême de l'Église catholique » ainsi que le schisme entre l'Orient et l'Occident. En 2006, le pape Benoît XVI renonce donc à utiliser ce titre, imité par son successeur.
Puisque Rome fut la première Église locale d'Italie, son évêque est primat d'Italie, fonction qui lui permet de nommer le président de la Conférence épiscopale italienne.
En tant qu'évêque, le pape est qualifié de vicaire du Christ. Ce titre était commun à tous les évêques du IVe au XIIe siècle, puis réservé à l'évêque de Rome du XIIe au début du XXe siècle et finalement restitué à tous les évêques lors du concile Vatican II.
Le pape réside à la Cité du Vatican, État indépendant situé dans la ville de Rome, établi par les Accords du Latran de 1929 entre le Saint-Siège et l'Italie. Tout comme leurs prédécesseurs régnaient sur les États pontificaux (754-1870), les papes actuels exercent une autorité civile absolue dans le micro-État de la Cité du Vatican depuis 1929.
Les ambassadeurs sont accrédités non pas auprès de l'État de la Cité du Vatican, mais du Saint-Siège, objet de droit international avant même la création de l'État. Le corps des fonctionnaires qui assistent le pape dans la gouvernance de l'Église dans son ensemble s'appelle la curie romaine. Le terme « Saint-Siège » (c'est-à-dire le siège épiscopal de Rome) n'est généralement utilisé que pour le pape et la curie, car le Code de droit canonique, qui concerne la gouvernance de l'Église latine dans son ensemble et non les affaires intérieures du seul diocèse de Rome, fait usage du terme dans ce sens technique.
Enfin, le titre de « Serviteur des serviteurs de Dieu » est un ajout du pape Grégoire le Grand (Grégoire Ier), afin de rappeler que dans la chrétienté, l'autorité est synonyme de service/ministère (diakonia).
Pour s'adresser à l'évêque de Rome, il faut utiliser la formule d’appel de « Très Saint Père » et de traitement de « Sa Sainteté ».

#### Élection
Les règles en vigueur régissant l'élection d'un pape sont inscrites dans la constitution apostolique Universi Dominici gregis. Ce texte règle la répartition des pouvoirs de la mort d'un pape jusqu'à l'annonce de l'élection de son successeur, parmi les cardinaux et les services de la curie romaine, ainsi que les arrangements pour les cérémonies funéraires du défunt pape, et le lieu, le moment et les modalités de vote du conclave, réunion des cardinaux électeurs. Ce nom est issu du latin: com- (ensemble) et Clavis (clé), et fait référence au l'enfermement des participants, tenus ainsi à l'écart des influences extérieures. Cette mesure fut d'abord introduite afin de presser le choix des cardinaux lors de l’élection pontificale de 1268-1271, élection qui dura en tout 1006 jours.
Comme tous les évêques, le pape a la possibilité de renoncer à son siège, mais contrairement aux autres évêques, il n'en a pas l'obligation. Les cas les plus connus de renonciation sont ceux de Célestin V en 1294, de Grégoire XII en 1415 et de Benoît XVI en 2013. Environ 10 % des papes ont quitté leur fonction (de leur plein gré ou par déposition) avant leur décès.

### Patriarches
Depuis l'an 64, le siège apostolique de l'apôtre Pierre a été occupé jusqu'au Pape actuel, évêque de Rome de facto premier patriarche parmi ses pairs. À ce siège avait été affecté en plus le titre de patriarche d'Occident entrainant une « confusion » entre la primauté du pape en tant que patriarche de l'Église occidentale et sa primauté en tant que premier patriarche, ce pourquoi, en 2006, le pape Benoît XVI renonça a utiliser le titre de patriarche d'Occident et décida de ne plus faire figurer ce titre dans l'Annuaire pontifical.
Au total, l'Église catholique a compté jusqu'à dix-huit patriarches différents : douze dans l'Église latine (quatre sont toujours portés) et six dans les Églises catholiques orientales (quatre autres ayant un archevêque majeur à leur tête).

#### Patriarches catholiques de rite latin
Pour diverses raisons historiques, dix patriarches titulaires ont reçu le titre de « patriarche » mais sans les fonctions afférentes. Le titre est purement honorifique et les patriarches ne sont pas à la tête d'Églises particulières autonomes. Le patriarche des Indes orientales est ex officio l'archevêque de Goa , tandis que les autres patriarches sont les archevêques des villes nommées. Le titre de patriarche des Indes occidentales a été attribué à certains évêques espagnols (occupant divers sièges), mais il est aujourd'hui vacant depuis 1963.
| Patriarcat             | Création                                         | Suppression                |
| ---------------------- | ------------------------------------------------ | -------------------------- |
| Occident (Rome)        | 64 (issu de l'apôtre Pierre et de l'apôtre Paul) | 2006                       |
| Aquilée                | 533 (issu de l'apôtre Marc)                      | 1752                       |
| Grado                  | 607                                              | transféré à Venise en 1451 |
| Jérusalem              | 1099                                             |                            |
| Antioche               | 1119                                             | 1964                       |
| Constantinople         | 1204                                             | 1964                       |
| Aquitaine (Bourges)    | 1232                                             |                            |
| Alexandrie             | 1341                                             | 1964                       |
| Venise                 | 1451                                             |                            |
| Indes occidentales     | 1520                                             | vacant depuis 1963         |
| Lisbonne               | 1716                                             |                            |
| Indes orientales (Goa) | 1886                                             |                            |

#### Patriarches catholiques de rite oriental
Depuis 1895, six chefs d'églises particulières autonomes (en latin, sui iuris) composées de plusieurs églises locales (diocèses) portent le titre de patriarche. Ses six patriarches orientaux sont élus par le synode des évêques de leur église particulière.
Les patriarches qui dirigent des Églises particulières autonomes ont autorité non seulement sur les évêques de leur église particulière, y compris les métropolites, mais aussi directement sur tous les fidèles. Les patriarches catholiques orientaux ont préséance sur tous les autres évêques, sauf exception déterminée par le pape. Le nom d'un patriarche est précédé de l'appellation "Sa Béatitude".
| Église sui iuris | Siège      | Patriarcat                                                                                 | Date de création | Patriarche                               |
| ---------------- | ---------- | ------------------------------------------------------------------------------------------ | ---------------- | ---------------------------------------- |
| Copte            | Alexandrie | Patriarcat copte catholique d'Alexandrie                                                   | 1895             | patriarche catholique copte d'Alexandrie |
| Grecque-melchite | Antioche   | Patriarcat melkite catholique d'Antioche et de tout l'Orient, d'Alexandrie et de Jérusalem | 1724             | patriarche melkite d'Antioche            |
| Maronite         | Antioche   | Patriarcat maronite d'Antioche et de tout l'Orient                                         | 1110             | patriarche maronite d'Antioche           |
| Syriaque         | Antioche   | Patriarcat syriaque catholique d'Antioche                                                  | 1662             | patriarche syriaque d'Antioche           |
| Arménienne       | Cilicie    | Patriarcat arménien catholique de Cilicie                                                  | 1742             | patriarche arménien de Cilicie           |
| Chaldéenne       | Babylone   | Patriarcat chaldéen de Babylone                                                            | 1551             | patriarche chaldéen de Babylone          |

### Archevêques majeurs

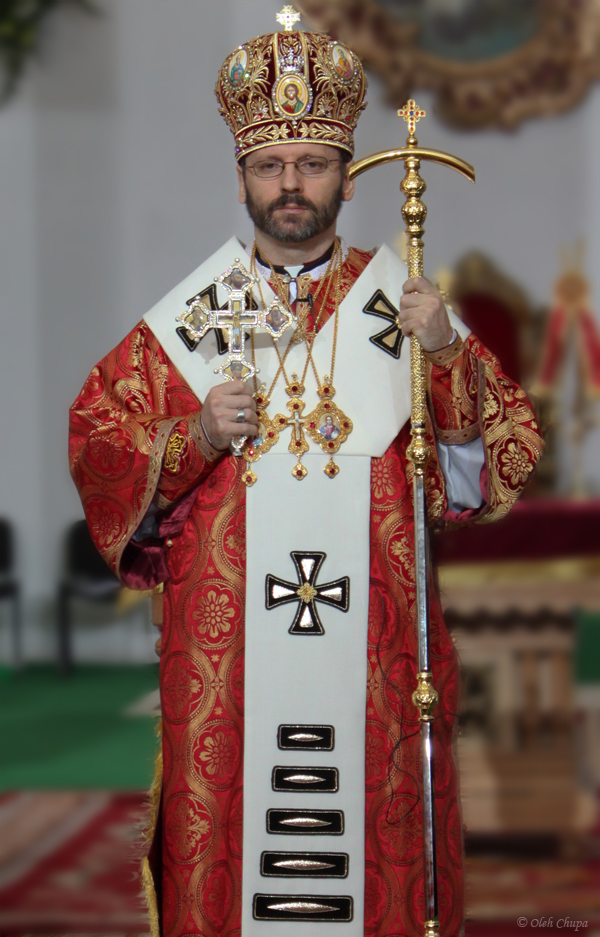
Sviatoslav Chevtchouk, archevêque majeur de Kiev et Galicie.

Depuis 2005, quatre Églises particulières et autonomes sont dirigées par un archevêque majeur : celui de l'Église grecque-catholique ukrainienne en 1963, de l'Église catholique syro-malabare en 1992, de l'Église catholique syro-malankare, puis l'Église grecque-catholique roumaine en 2005.
Sauf dispositions contraires, l'autorité d'un archevêque majeur dans son église sui iuris équivaut à celle d'un patriarche dans son église. Cette fonction, qui vient immédiatement après celle de patriarche, a été créée en 1963 afin de doter d'une autonomie complète les Églises orientales catholiques ayant atteint une certaine taille et stabilité lorsque les conditions historiques, œcuméniques ou politiques ne permettent pas leur élévation en patriarcat.
L'archevêque majeur de l'Église catholique syro-malankare utilise également le titre de catholicos.

### Cardinaux

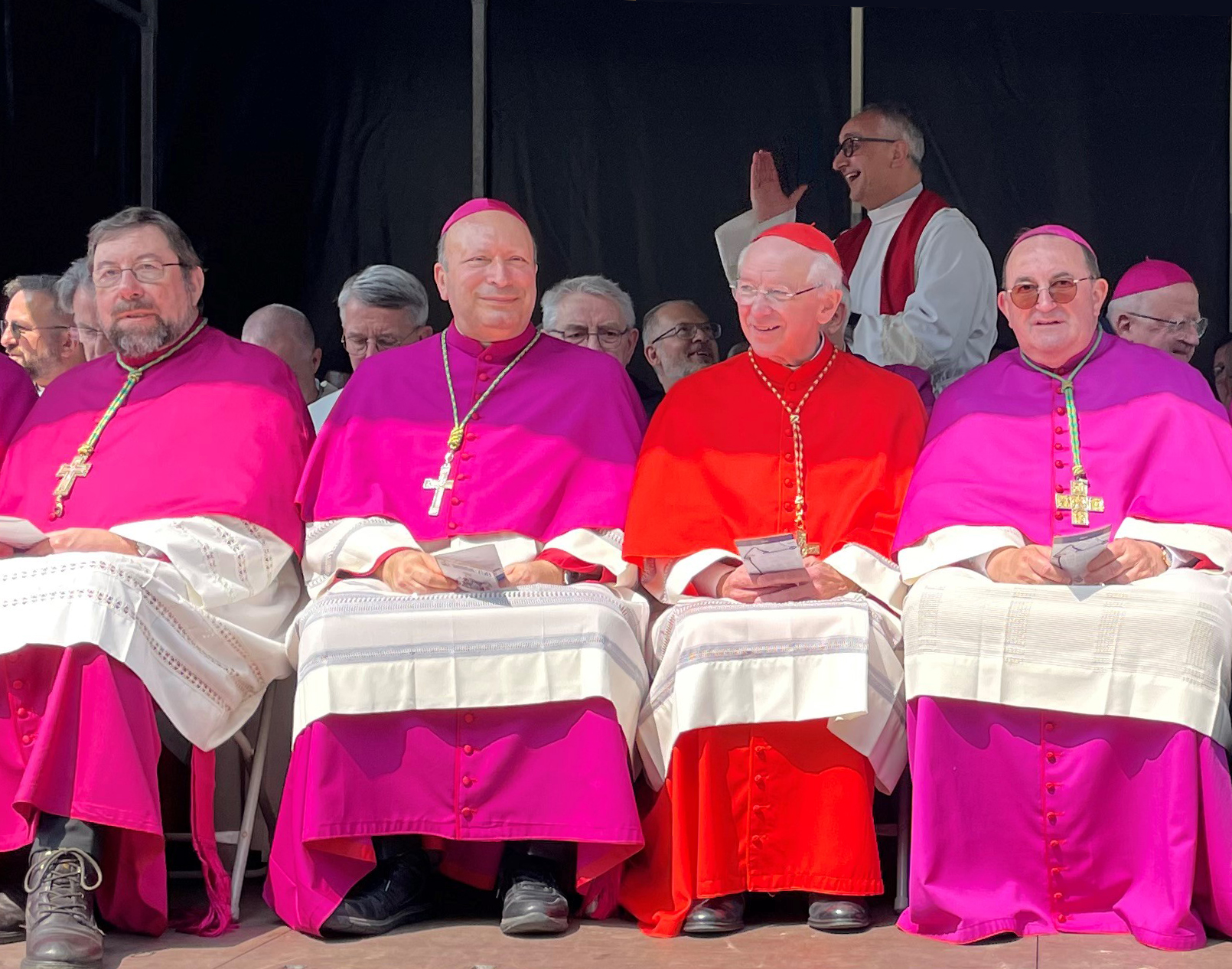
De gauche à droite, nous voyons Mgr Jean-Pierre Delville, évêque de Liège, Franco Coppola, nonce apostolique auprès du Royaume de Belgique, le cardinal Jozef De Kesel, archevêque émérite de Malines-Bruxelles, et Mgr Guy Harpigny, évêque de Tournai, en habits pontificaux.

Les cardinaux sont des princes de l'Église nommés par le pape. Il choisit généralement les évêques à la tête de dicastères de la curie romaine ou tenant des sièges épiscopaux importants à travers le monde. Ensemble, les cardinaux constituent le collège des cardinaux qui conseille le pape. Les cardinaux âgés de moins de 80 ans, à la mort ou à la démission d'un pape, participent à l'élection de son successeur. Le blason cardinalice est surmonté du galero à glands rouge, couleur symbolisant le sacrifice du Christ et des martyrs de l'Église.
Tous les cardinaux ne sont pas des évêques. Domenico Bartolucci, Karl Josef Becker, Roberto Tucci et Albert Vanhoye sont des exemples de cardinaux non-évêques du XXIe siècle. Le Code de droit canonique de 1917 a introduit l'exigence selon laquelle un cardinal doit être au moins un prêtre. Auparavant, ils devaient seulement avoir reçu les ordres mineurs, sans même avoir été admis au diaconat. Décédé en 1899, Teodolfo Mertel était le dernier cardinal non prêtre. En 1962, le pape Jean XXIII établit la règle qu'un homme nommé cardinal sans être évêque doit recevoir la consécration épiscopale, mais certains demandent et obtiennent une dispense de cette obligation (par exemple, le cardinal Vanhoye). Ces exceptions sont toutefois rares.
Le Code de droit canonique de 1917, s'inscrivant dans la tradition observée par exemple lors du premier concile du Vatican prévoyait que les cardinaux aient préséance sur tous les autres prélats, y compris les patriarches. Le Code de droit canonique de 1983 ne traite pas cette question.
Le cardinalat ne fait pas partie intégrante de la structure théologique de l'Église catholique, mais est en grande partie une distinction honorifique qui trouve son origine dans l'attribution exclusive, en 1059, du droit d'élire le pape au clergé principal de Rome et aux évêques des sept diocèses suburbicaires. En raison de l'importance attachée à ce rôle, le terme cardinal (du latin cardo, qui signifie « charnière ») leur a été appliqué. Au XIIe siècle, on initie la pratique de nommer cardinaux des ecclésiastiques non romains. Chaque cardinal se voit toujours attribuer un titre cardinalice lié à l'une église de Rome ou à l'un des diocèses suburbicaires, dont il devient le desservant titulaire (la réalité de ce lien varie d'un cardinal à l'autre). Parmi ces sièges suburbicaires, le doyen du Collège des cardinaux, cardinal-évêque titulaire de l'un des diocèses suburbicaires, détient de surcroît celui d'Ostie. Traditionnellement, seuls six cardinaux ont le rang de cardinal-évêque, mais lorsqu'un patriarche oriental est nommé cardinal, il a rang de cardinal-évêque, même sans être titulaire d'un diocèse suburbicaire. Les autres cardinaux ont le rang de cardinal-prêtre ou de cardinal-diacre, le premier rang étant ordinairement attribué aux évêques diocésains, le second aux responsables de la Curie et aux prêtres élevés au cardinalat.
Lorsque le chef de l'Église catholique est élu, le plus haut degré de la délégation du pouvoir pontifical revient au Cardinal Secrétaire d'État puis, lorsque le siège du pape est devenu vacant, son pouvoir est transmis durant cette période de transition au Cardinal Camerlingue de la Sainte Église romaine.

### Primats
Dans certains pays, le titre de primat de l’Église latine a été attribué à l’évêque d’un lieu particulier (généralement un siège métropolitain). Il impliquait auparavant une autorité sur tous les autres diocèses du pays ou de la région, mais n'accorde à présent plus qu'une « prérogative d'honneur » sans pouvoir de gouvernement, sauf dérogation dans certaines domaines par un privilège accordé par le Saint-Siège ou par la coutume. Le titre est généralement attribué à l'ordinaire du premier diocèse ou du plus ancien archidiocèse du pays. Ainsi, en Pologne, le primat est l'archevêque du plus ancien archidiocèse (Gniezno, fondé en 1000), et non le plus ancien diocèse (Poznań, fondé en 968).
Aux États-Unis, l'archevêque de Baltimore, bien que premier diocèse érigé dans le pays, n'est pas officiellement considéré comme primat de l'Église catholique aux États-Unis , mais son ancienneté lui accorde une certaine primauté liée à « une prérogative du lieu ».
La fonction la plus proche dans l'orthodoxie est l'exarque, qui détient l'autorité sur d'autres évêques sans être patriarche,. Dans les églises catholiques orientales, les exarques, qu'ils soient apostoliques ou patriarcaux, n'ont aucune autorité sur les autres évêques (voir ci-dessous, #Équivalents des évêques diocésains en droit).

### Métropolitains

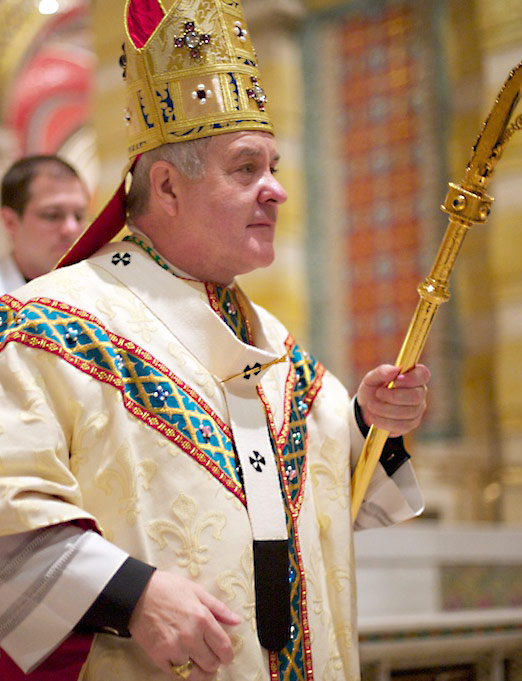
Robert Carlson, archevêque métropolitain de Saint-Louis. Il porte le pallium.

Dans l'Église latine, un métropolitain (le terme « métropolite » est plutôt utilisé pour les Églises orientales et orthodoxes) est l’évêque du principal siège (« siège métropolitain » ou « métropole ») d’une province ecclésiastique composée de plusieurs diocèses. Le métropolitain reçoit du pape un pallium, signe de sa nouvelle fonction. L'archevêque métropolitain exerce un pouvoir limité de surveillance sur les diocèses suffragants de sa province, notamment en veillant au respect de la foi et de la discipline ecclésiastique. Il a également le pouvoir de nommer un administrateur diocésain pour un siège suffragant vacant si le conseil diocésain des consulteurs ne réussit pas à en élire un. En outre, son tribunal diocésain est la cour d'appel ecclésiastique par défaut pour les suffragants et le métropolitain a la possibilité de juger ces appels personnellement.
Les métropolites orientaux des églises archiépiscopales majeures ou patriarcales ont un degré d'autorité similaire à celui des métropolitains latins, sauf les dispositions propres aux lois et coutumes spécifiques de leur église sui iuris. Les métropolites orientaux à la tête de leur propre Église métropolitaine sui iuris ont une autorité beaucoup plus étendue au sein de leur Église, sans pour autant être de même degré que celle d'un archevêque majeur ou d'un patriarche.
Tous les métropolitains ont le titre d'archevêque, et le siège métropolitain est généralement qualifié d'archidiocèse ou d'archéparchie. Cette dignité archiépiscopale est attachée non seulement aux 553 sièges métropolitains mais aussi à 77 autres sièges non métropolitains. Le diocèse métropolitain de Rome constitue une exception, restant simple diocèse tout en étant métropole.

### Archevêques
Le titre d'archevêque est attribué non seulement aux évêques qui dirigent les sièges métropolitains, mais également à ceux qui dirigent des archidiocèses non métropolitains. La plupart de ces archidiocèses non métropolitains se situe en Europe et au Levant, et doit son statut aux évolutions historiques. En outre, l'archiépiscopat est détenu par d'autres évêques dits « titulaires », auxquels sont attribués des sièges historiques sans réalité diocésaine. Beaucoup occupent des postes administratifs ou diplomatiques, par exemple, en tant que nonces apostoliques ou secrétaires de congrégations de la Curie romaine. L'évêque d'un siège non archiépiscopal peut aussi se voir attribuer à titre personnel l'appellation d'archevêque, sans changement pour le rang du siège qu'il occupe (un tel évêque est appelé archevêque ad personam). Cette pratique est toutefois marginale depuis le concile Vatican II.

### Évêques diocésains
L'évêque (ou l'éparque) d'un siège, même s'il ne détient pas de titre complémentaire (archevêque, métropolitain, archevêque majeur, patriarche ou pape), est le centre et l'unité de son diocèse ou de son éparchie, et en tant que membre du Collège des Évêques, partage la responsabilité de la gouvernance de l’ensemble de l’Église. Comme chaque église locale particulière est une incarnation de l’ensemble de l’Église catholique, et non pas simplement une subdivision administrative de quelque chose de plus grand, l’évêque qui en est le chef n’est pas un délégué du pape. Au lieu de cela, il possède en son nom propre une responsabilité primaire d'enseignement, de gouvernement et de sanctification pour le siège qui lui a été confié.
À l'intérieur de chaque diocèse, même si l’Eucharistie est célébrée par un autre évêque, la communion nécessaire avec l’évêque du lieu est indiquée par la mention de son nom lors de la prière eucharistique. Dans les éparchies orientales, le nom du patriarche, archevêque majeur ou métropolite est également mentionné, car ils ont également une responsabilité directe dans toutes les éparchies de l'Église en question. Pour la même raison, chaque célébration catholique de l'Eucharistie mentionne le pape nommément.
L'ordination à l'épiscopat donne la plénitude du sacerdoce et l'achèvement du sacrement de l'ordre. Les évêques sont considérés comme les successeurs des apôtres.
Au sein de l'Église catholique, les postes suivants présentent des similitudes avec celui d'un évêque diocésain, mais ne sont pas nécessairement assumés par un évêque.
Le canon 368 énumère cinq types de juridictions de l’Église latine considérés comme équivalents à un diocèse.
On peut aussi considérer comme de statut similaire l'administrateur diocésain (anciennement appelé vicaire capitulaire) élu pour gouverner un diocèse en cas de vacance du siège. Hormis certaines limitations de nature et de droit, il a, par intérim, les mêmes obligations et pouvoirs qu'un évêque diocésain. De temps en temps, un administrateur apostolique est nommé par le Saint-Siège pour diriger un diocèse vacant, voire un diocèse dont l'évêque est empêché.

### Autres évêques
Un évêque diocésain peut avoir des évêques qui l'assistent son ministère. L'évêque coadjuteur d'un siège possède un droit de succession lors du décès ou de la démission de l'évêque diocésain en fonction et, s'il s'agit d'un archidiocèse, porte le titre d'archevêque coadjuteur. De même, un évêque diocésain à la retraite garde un lien avec le dernier siège qu'il a occupé. Il est connu sous le nom d'évêque (ou d'archevêque) émérite de ce siège. D'autre part, un évêque auxiliaire, qui peut également occuper des fonctions de vicaire général ou de vicaire épiscopal, est nommé évêque d'un siège titulaire, siège qui a cessé d'exister au cours de l'histoire en tant qu'unité juridictionnelle effective.
Les sièges titulaires - qui peuvent être archiépiscopaux ou simplement épiscopaux - attribués à de tels évêques étaient autrefois connus sous le nom de diocèses in partibus infidelium (dans les mains des infidèles), car ils étaient situés dans des zones perdues du christianisme à la suite des conquêtes musulmanes. Désormais, tous les anciens sièges, y compris ceux situés dans des pays chrétiens, sont considérés comme des titulaires. Ces sièges sont également attribués aux évêques qui servent dans la Curie romaine, en tant que nonces apostoliques ou en tant qu'équivalents des évêques diocésains en droit (voir ci-dessus), tels que les vicaires apostoliques et les exarques apostoliques.
Le terme « évêque titulaire » est fréquemment utilisé pour de tels évêques mais il est, à proprement parler, inexact, car ils n'ont pas que le titre d'évêque mais ils sont bien pleinement évêques, même s'ils ne desservent pas le siège auquel ils sont nommés. Ils sont membres du Collège des évêques au même titre que les évêques diocésains.
En France, tous les évêques sont appelés « Monseigneur », ou parfois « Son Excellence ». Dans la plupart des pays anglophones, le titre honorifique qui précède le nom d'un évêque est « The Most Reverend » (« Le Révérendissime »). Cependant, au Royaume-Uni et dans les pays les plus influencés par la pratique anglaise (et non irlandaise), « The Most Reverend » est réservé aux archevêques, tandis que les autres évêques sont appelés « The Right Reverend » (« Le Très Révérend »).
En général (mais sans s'y limiter), les titres ou fonctions importants occupés par des (arch)évêques non diocésains incluent ceux de délégué apostolique, nonce apostolique, légat pontifical, vicaire patriarcal, délégué pontifical.

## Ordinaires et ordinaires locaux
Les ordinaires locaux sont ceux qui ont en charge l’Église catholique entière ou l’un de ses diocèses, ou encore, l’une des Églises particulières ou communautés équivalentes.
- Le souverain pontife (le pape) est l'ordinaire local pour l'ensemble de l'Église catholique[Code 35],[Can 11].
- Dans les Églises catholiques orientales, les patriarches, les archevêques majeurs et les métropolites exercent le pouvoir ordinaire de gouvernance sur tout le territoire de leurs églises particulières autonomes respectives[Can 12],[Can 13],[Can 14].
- Les évêques diocésains et les éparques.
- Les autres prélats qui dirigent, même temporairement, une Église particulière ou une communauté équivalente.
- Vicaires généraux et protosyncelles.
- Vicaires épiscopaux et syncelles.

Les supérieurs majeurs des instituts religieux (y compris les abbés) et des sociétés de vie apostolique sont les ordinaires de leurs membres respectifs, mais pas des ordinaires locaux.

## Sacerdoce

### En général
Les évêques ont pour collaborateurs des prêtres . Tous les prêtres sont incardinés dans un diocèse ou un ordre religieux. Les paroisses situées dans un diocèse, qu'elles soient territoriales ou personnelles, sont normalement sous la responsabilité d'un prêtre appelé curé. Les diacres sont les collaborateurs de l'évêque dans son caractère ministériel.
Le célibat est une condition d'accès à la prêtrise dans l'Église catholique.
L’Église catholique et les anciennes Églises chrétiennes voient dans l’ordination sacerdotale un sacrement qui consacre la personne ordonnée à une relation de service permanente et qui, comme le baptême et la confirmation, a un effet ontologique sur la personne. C'est pour cette raison qu'une personne ne peut être ordonnée à chacun des trois degrés de l'ordre qu'une seule fois. Ces Églises considèrent également que l'ordination ne peut être conférée qu'aux hommes, bien que la question de l'ordination des femmes fasse débat.

### Prêtres en service hors de leur diocèse
Bien que les prêtres soient incardinés dans un diocèse ou un ordre, ils peuvent obtenir l’autorisation de leur ordinaire diocésain ou de leur supérieur religieux pour servir en dehors de la juridiction normale du diocèse ou de l’ordre. Ces missions peuvent être temporaires ou de nature plus permanente.
Les missions temporaires peuvent inclure des études supérieures dans une université pontificale à Rome. Ils peuvent également inclure des affectations à court terme parmi le corps enseignant d'un séminaire situé en dehors du territoire du diocèse.
Les missions à long terme comprennent le service de l'Église au sein du personnel d'un dicastère ou d'un tribunal de la Curie romaine ou du corps diplomatique du Saint-Siège. Ils peuvent également être nommés recteur ou pour des missions d'enseignement de longue durée dans un séminaire ou une université catholique. Les prêtres peuvent également servir leur conférence épiscopale, en tant qu'aumôniers militaires dans les ordinariats militaires ou en tant que missionnaires.

### Curie diocésaine et chapitre canonial
L'évêque diocésain désigne un vicaire général pour l'assister dans la direction du diocèse. D'ordinaire, un seul vicaire général est nommé; les diocèses particulièrement grands peuvent avoir plus d'un vicaire général. Le vicaire général ou l'un d'entre eux est généralement nommé modérateur de la curie, qui coordonne l'administration et les ministères diocésains. Un évêque diocésain peut également nommer un ou plusieurs vicaires épiscopaux pour le diocèse. Ils ont le même pouvoir ordinaire que les vicaires généraux, mais ils se limitent à une division spécifique du diocèse, à un type d’activité spécifique, aux fidèles d’un rite particulier ou à certains groupes de personnes. Les vicaires généraux et les vicaires épiscopaux doivent être des prêtres ou des évêques. Dans les églises catholiques orientales, on les appelle protosyncelles et syncelles.
Les évêques diocésains doivent nommer un vicaire judiciaire à qui est délégué le pouvoir ordinaire de l'évêque de juger les affaires,. Dans l'Église latine, le vicaire judiciaire peut aussi être appelé official. Le titulaire de ce poste doit être prêtre, avoir obtenu un doctorat en droit canonique (ou au moins une licence), avoir au moins trente ans et, sauf si la petite taille du diocèse ou le nombre limité de dossiers à traiter ne le justifie, il ne pas être le vicaire général. L'une des missions du vicaire judiciaire étant de présider les tribunaux collégiaux, de nombreux diocèses ont des vicaires judiciaires adjoints qui peuvent présider les tribunaux collégiaux à la place du vicaire judiciaire et doivent posséder les mêmes qualifications.
L'évêque diocésain nomme un chancelier, ainsi qu'éventuellement un vice-chancelier et des notaires, à la chancellerie diocésaine. Ces personnes sont responsables de l'enregistrement des actes et la conservation des archives du diocèse. Ils servent également de secrétaires de la curie diocésaine.
L'évêque nomme également un responsable des finances (économe diocésain) et un conseil des affaires économiques pour superviser le budget, les biens temporaires, les revenus et les dépenses du diocèse.
L'évêque diocésain peut nommer des prêtres membres du chapitre de sa cathédrale ou d'une église collégiale (ainsi appelée en raison de leur « chapitre » de prêtres). Ces prêtres reçoivent le titre de chanoine. L'évêque nomme également six à douze prêtres de son conseil presbytéral pour composer le collège des consulteurs. Ils ont la responsabilité d'élire l'administrateur diocésain en cas de vacance du siège.
L'évêque nomme des prêtres et d'autres fidèles au sein de divers organes consultatifs. Ceux-ci incluent le conseil presbytéral, le synode diocésain et le conseil pastoral.

### Vicaires forains ou doyens
« Le vicaire forain, appelé aussi doyen, archiprêtre ou autrement, est le prêtre mis à la tête d'un vicariat forain », c'est-à-dire d'un groupe de paroisses au sein d'un diocèse. Contrairement à un vicaire épiscopal régional, un vicaire forain agit comme une aide pour les curés de paroisse et les autres prêtres du vicariat, plutôt qu’en tant qu’autorité intermédiaire entre eux et l’évêque diocésain.

### Curé
« Le curé de la paroisse est le véritable pasteur de la paroisse qui lui a été confiée. Il exerce la pastorale de la communauté qui lui est confiée sous l'autorité de l'évêque diocésain, dont il est appelé à partager le ministère du Christ, afin de remplir pour cette communauté les fonctions d'enseignement, de sanctification et de gouvernement avec la coopération de autres prêtres ou diacres et avec l'assistance de membres laïcs des fidèles du Christ, conformément à la loi. »
Le curé peut être assisté par un ou plusieurs vicaires de paroisse.

### Titres honorifiques
L'appellation honorifique de Monseigneur est attribuée par le pape à des prêtres diocésains (non membres d'instituts religieux) au service du Saint-Siège. Elle peut également être attribuée à d'autres prêtres diocésains à la demande de l'évêque du prêtre. Le prêtre ainsi honoré est considéré comme un membre de la Maison pontificale. L'appellation correspond à l'une des trois fonctions honorifiques suivantes :
- Chapelain de Sa Sainteté (appelé camérier papal jusqu'à une réforme de 1969), le rang le plus bas, caractérisé par des boutons et une bordure de couleur violette sur la soutane noire, avec une ceinture violette.
- Prélat d'honneur de Sa Sainteté (appelé Prélat domestique jusqu'en 1969), rang de niveau intermédiaire, caractérisé par des boutons et des garnitures rouges sur la soutane noire, une ceinture pourpre et un habit de chœur comprenant une soutane violette.
- Protonotaire apostolique, rang de plus haut niveau, avec le même habit qu'un prélat honoraire, à l'exception du fait qu'ils peuvent porter la cape en soie violette connue sous le nom de ferraiolo.

En décembre 2013, le pape François décida de ne plus octroyer à l'avenir le titre de Monseigneur qu’à des prêtres qui n'étaient pas au service du Saint-Siège, et uniquement au rang de chapelain de Sa Sainteté et uniquement aux prêtres âgés de 65 ans et plus.
En vertu de la législation du pape Pie X, les vicaires généraux et les vicaires capitulaires (ces derniers sont maintenant appelés administrateurs diocésains) sont des protonotaires titulaires (et non réels) durante munere, c'est-à-dire tant qu'ils exercent ces fonctions et ont donc le droit d'être appelés Monseigneur, comme l'indique le titre abrégé « Mons. », placé devant le nom de chaque membre du clergé séculier (diocésain) inscrit comme vicaire général dans l'Annuario Pontificio. (Les titres honorifiques tels que celui de « Monseigneur » ne sont pas considérés comme appropriés pour les religieux).
Certaines des Églises catholiques orientales de tradition syriaque utilisent le titre de Chorévêque, à peu près équivalent au titre occidental de Monseigneur. D'autres Églises catholiques orientales attribuent le titre honorifique d' archimandrite à des prêtres célibataires, en signe de respect ou de gratitude pour leurs services. Les prêtres mariés peuvent être honorés du titre d' archiprêtre, qui a deux rangs dont le plus élevé, « archiprêtre mitré », permet au prêtre de porter la mitre.
Dans l’Église latine, le titre d'archiprêtre est parfois attaché curé desservant certaines églises historiques, dont les principales basiliques de Rome. Ces archiprêtres ne sont pas des prêtres, mais des évêques ou des cardinaux. De même, le titre d'archidiacre est parfois conféré aux prêtres.

## Diaconat
Les diacres sont des ministres ordonnés de l'Église, collaborateurs de l'évêque aux côtés des prêtres, mais qui sont destinés à se concentrer sur les ministères de service direct des pauvres et des nécessiteux, plutôt que sur la direction pastorale. Ils sont généralement liés à une paroisse, où ils ont une fonction liturgique en tant que ministres ordinaires de l'Évangile et de la prière des fidèles. Ils peuvent prêcher l'homélie et, dans le rite romain, peuvent présider les liturgies non eucharistiques telles que les baptêmes, les mariages, les funérailles, l'adoration eucharistique et les bénédictions. Dans les Églises catholiques orientales, en l'absence d'un prêtre, les diacres ne revêtent pas leur tenue et ne peuvent diriger les cérémonies qu'en qualité de lecteur, sans pouvoir présider des mariages ou des funérailles.
Les textes bibliques décrivant le rôle et les missions du diacre se trouvent dans les Actes des Apôtres 6, 1-9 et dans la Première épître à Timothée 3, 1-13.
Il peut s'agir de séminaristes se préparant à l'ordination sacerdotale, dits « diacres en vue du sacerdoce », ou de « diacres permanents » qui n'ont pas l'intention d'être ordonnés prêtres. Pour être ordonné diacre, le candidat doit avoir au moins 25 ans s'il est célibataire; s'il est marié, le futur diacre doit avoir au moins 35 ans et obtenir le consentement de sa femme. Dans l'Église latine, les diacres mariés sont nécessairement diacres permanents. Dans la plupart des diocèses, il y a un âge limite pour être accepté en formation au diaconat.
L'ordination diaconale est celle qui fait quitter l'état laïc pour entrer dans le clergé. Auparavant, la règle dans l’Église latine était que l’on devenait clerc après avoir reçu la tonsure religieuse, suivie des ordres mineurs et du sous-diaconat, considéré comme l’un des ordres majeurs. Le pape Paul VI, par son motu proprio Ministeria quaedam du 15 août 1972, décrète « que les ministères dont il a été question ne soient plus appelés ordres mineurs, et que leur collation soit dite non pas "ordination", mais "institution" ». Le même motu proprio a également décrété que l’Église latine n’aurait plus l’ordre majeur du sous-diaconat, mais elle permet à toute conférence épiscopale qui le souhaitait d’appliquer le terme « sous-diacre » à ceux qui détiennent le ministère (anciennement appelé ordre mineur) d'acolyte. Même dans les sociétés de l'Église latine qui, avec l'approbation du Saint-Siège, continuent d'administrer les rites de tonsure, les ordres mineurs et le sous-diaconat, ceux qui les reçoivent restent des laïcs et ne deviennent clercs qu'après avoir été ordonnés diacres.

## Religieux
Les religieux - qui peuvent être soit des laïcs consacrés, soit des membres du clergé - sont membres d'instituts religieux pontificaux ou diocésains, sociétés dans lesquelles les membres prononcent des vœux publics et mènent une vie fraternelle commune. C'est une forme de vie consacrée distincte d'autres formes, comme celle des instituts séculiers. Elle se distingue aussi des formes qui n'impliquent pas l'adhésion à un institut, telles que celle des ermites consacrés, celle des vierges consacrées et d'autres formes dont l'approbation est réservée au Saint-Siège.
Les instituts religieux ont toujours été répartis dans deux catégories, les ordres et les congrégations.

## Place des femmes dans la hiérarchie catholique
Depuis la fin du XXe siècle, la question de l'ordination des femmes et du ministère féminin dans le christianisme sont un sujet de controverse et de revendications, au regard de la place des femmes dans l'Église catholique.